# Tectaria barteri
Tectaria barteri là một loài dương xỉ trong họ Tectariaceae. Loài này được C. Chr. mô tả khoa học đầu tiên..
Danh pháp khoa học của loài này chưa được làm sáng tỏ. 